# Dragan Ćirić
Dragan Ćirić (Jakovo, 15 september 1974) is een Servisch voormalig betaald voetballer die doorgaans als aanvaller speelde. Hij kwam vier keer uit voor het Joegoslavisch voetbalelftal.
Ćirić speelde van 1992 tot 1997 bij Partizan Belgrado. Hij stond van 1997 tot 2000 onder contract bij FC Barcelona. In zijn eerste twee seizoenen bij de club speelde hij slechts 35 wedstrijden. In het seizoen 1999/2000 werd de aanvaller verhuurd aan AEK Athene. In 2000 verkocht FC Barcelona Ćirić aan Real Valladolid. In 2004 keerde hij terug bij Partizan Belgrado, waar Cirić in 2005 zijn loopbaan als profvoetballer afsloot.